# Întârziații
Întârziații, Cei veniți târziu (din limba franceză, Les Tard-venus ) au fost mercenarii fără angajament, în intervalul de pace din 1360-1362, în Războiul de o sută de ani, care s-au constituit în bande de tâlhari, prădând o arie largă din Franța orientală, cu precădere ținutul lionez (Le Lyonnais).

## Istorie
Prin semnarea tratatului de la Brétigny, în data de 8 mai 1360, părțile beligerante s-au angajat la un armistițiu îndelungat.
Mercenarii concediați, rămași fără surse de trai, s-au organizat în bande, unele de mărimea unui corp de armată.
Regele Angliei, Eduard al III-lea (1327-1377), a ordonat retragerea trupelor care ocupau fortărețele de pe teritoriul francez. O parte din comandanții acestora s-au supus ordinului, însă alții au păstrat pozițiile de luptă sub pretextul unui război necesar cu Regele Navarrei.
Mercenarii germani, gasconi, flamanzi, bretoni au rămas fără contract. Împreună cu aventurieri francezi și cu mica nobilime sărăcită de conflict, aceștia au început să întreprindă raiduri asupra domeniilor, castelelor și așezărilor civile.
Numele de Întârziați provine de la concepția generală în epocă, conform căreia aceștia erau militarii angajați în serviciul Franței după celelalte contingente.
Întârziații s-au manifestat în ultimii ani de domnie ai lui Ioan cel Bun (Jean II le Bon, Rege al Franței, 1350-1364).
Raidurile au început în Champagne, au continuat în zona Langres, Toul, Verdun, până în Lorena, apoi au coborât în Burgundia. Taberele briganzilor au fost stabilite în zona orașelor Besançon, Dijon și Beaune. De aici, incursiunile s-au extins spre Vergy, Gévrey, Întârziații ajungând să asedieze Chalon în iarna 1361-1362. Efectivele bandelor au ajuns la cifra de 15.000 de combatanți.
Regele Ioan cel Bun a cerut vărului sau, Jacques de Bourbon, să organizeze o expediție militară împotriva Întârziaților. Jacques de Bourbon a solicitat sprijin vasalilor săi, seniorii din Auvergne, Limousin, Provența, Savoia și Dauphiné. Armata constituită a fost cantonată între Lyon și Mâcon, sub ordinele lui Jean de Melun.
Cele două armate se confruntă în 6 aprilie 1362 la Brignais. Întârziații înving armata regală.
Urmează o nouă serie de raiduri.
În urma eșecului militar, problema Întârziaților persistă și se arată a fi insolubilă prin forță.
Papa a alocat suma de  60.000 de florini Marchizului de Montferrat pentru a-i angaja pe mercenari în vederea unei expediții în Italia, împotriva seniorilor milanezi Galeas și Bernabò Visconti. Cea mai mare parte a conducătorilor trupelor de lefegii au acceptat solda și au pornit asupra Milanului.

## Întârziați celebri
Cei mai importanți mercenari-briganzi protagoniști ai acestor momente de istorie au fost Suguin de Badefoi , conducător a peste două mii de soldați, Talbart Talbardon, Guiot du Pin, Frank Hennéquin, le Bour de Lesparre, le Bour de Bréteuil, Naudon de Bagéran, Hagre de l’Escot, Hortingo de la Salle, Amanieu d’Ortigue, Garciot du Castel, Guyonnet de Pau
Bandele au fost numite și Marile Companii (Les Grandes Compagnies)